# Ellmauer Halt
L'Ellmauer Halt est un sommet des Alpes, à 2 344 m d'altitude, point culminant du Kaisergebirge, et en particulier du chaînon du Wilder Kaiser, en Autriche (land du Tyrol).